# Lyman (cráter)

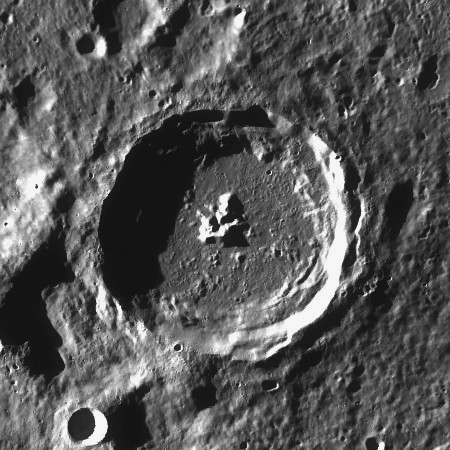
Fotografía de la misión Lunar Reconnaissance Orbiter

Lyman es un cráter de impacto que se encuentra en el hemisferio sur de la cara oculta de la Luna. Se halla al sur de la enorme planicie amurallada del cráter Poincaré, y al noreste de Schrödinger, otra llanura amurallada. Al este-sureste aparece el cráter de mayor tamaño Minnaert.
|  |

El borde exterior de Lyman no ha sido significativamente desgastado por otros impactos, y aparece bien definido. El perímetro es aproximadamente circular, con algunas protuberancias hacia el exterior en los sectores meridional y oriental del borde producto de algún desplome. Sin embargo, una gran parte del material no consolidado del borde interior se ha derrumbado, formando un anillo alrededor del borde del suelo interior, con algunas terrazas en zonas de la pared interna.
El suelo interior de Lyman aparece relativamente nivelado, con unas cuantas crestas menores y algunos pequeños cráteres. En el punto medio del suelo interior presenta una formación de picos centrales, con un pico principal con estribaciones adyacentes al norte y al noreste. Esta formación de crestas ocupa un diámetro de más de 10 kilómetros.

## Cráteres satélite
Por convención estos elementos son identificados en los mapas lunares poniendo la letra en el lado del punto medio del cráter que está más cercano a Lyman.
|       | \| Lyman \| Coordenadas \| Diámetro \| \| ----- \| ------------------------------- \| -------- \| \| P \| 67°36′S 158°30′E / -67.6, 158.5 \| 14 km \| \| Q \| 68°36′S 156°42′E / -68.6, 156.7 \| 56 km \| \| T \| 64°06′S 157°42′E / -64.1, 157.7 \| 59 km \| \| V \| 62°36′S 154°12′E / -62.6, 154.2 \| 37 km \| |          |
| Lyman | Coordenadas | Diámetro |
| P     | 67°36′S 158°30′E / -67.6, 158.5 | 14 km    |
| Q     | 68°36′S 156°42′E / -68.6, 156.7 | 56 km    |
| T     | 64°06′S 157°42′E / -64.1, 157.7 | 59 km    |
| V     | 62°36′S 154°12′E / -62.6, 154.2 | 37 km    |